# Kusaya

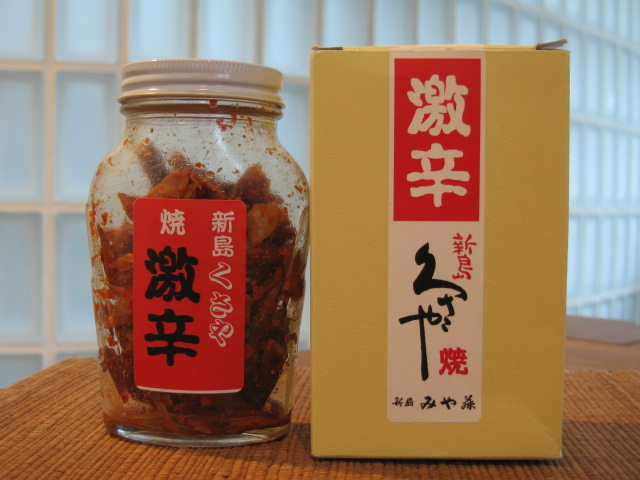
Kusaya produzido em Niijima.

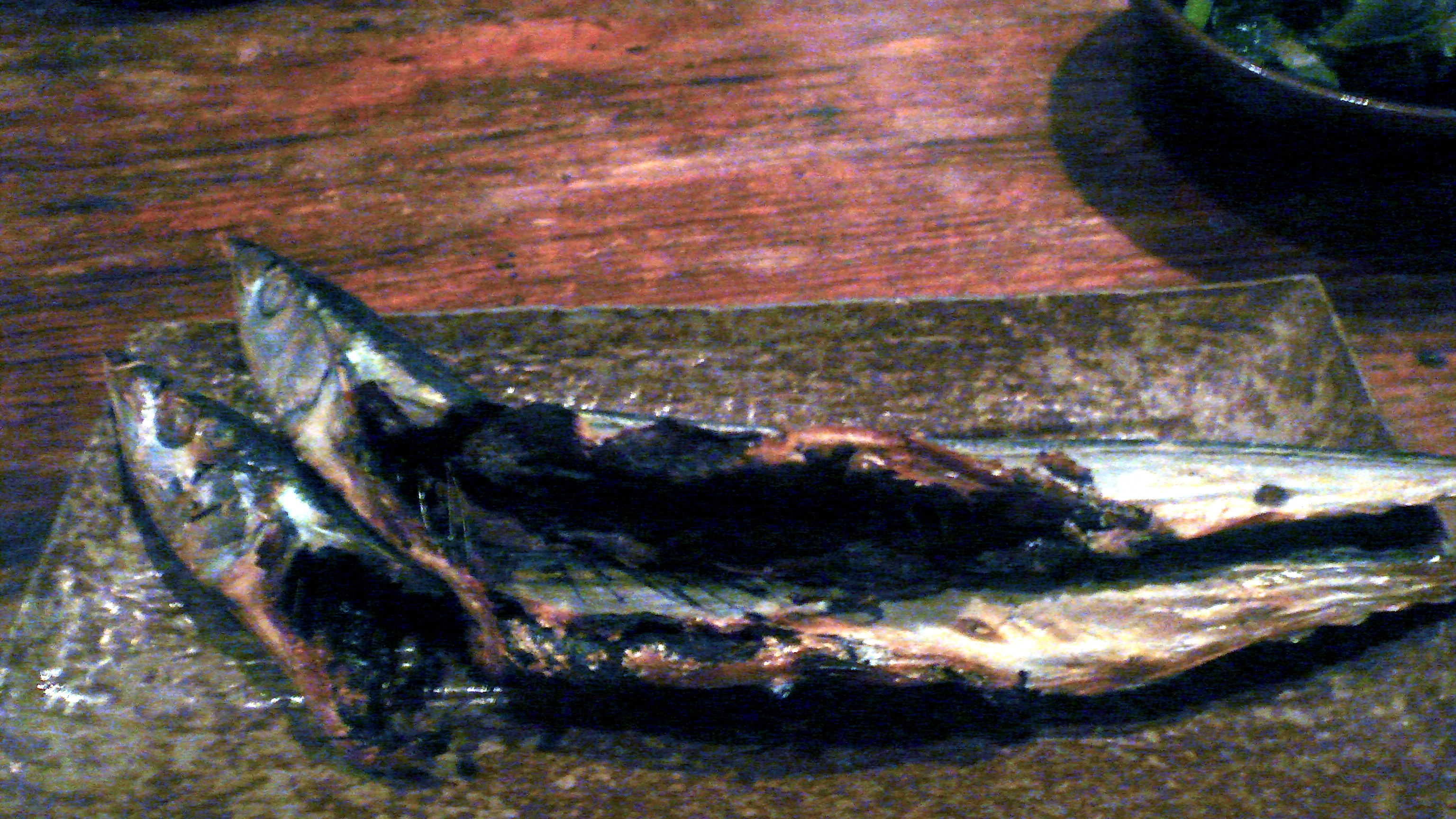
Kusaya grelhado em um izakaya na ilha de Ōshima.

Kusaya (くさや) Kusaya é um tipo de peixe seco e fermentado que é produzido nas Ilhas Izu, no Japão. O kusaya é famoso por seu odor pungente, similar ao do arenque fermentado sueco, conhecido como surströmming.

## Sabor
Embora o odor do kusaya seja forte, seu sabor é relativamente suave. O kusaya é frequentemente provado com saquê ou shōchū, particularmente numa bebida local chamada Shima Jiman (literalmente orgulho da ilha). A salmoura na qual se prepara o kusaya, que inclui muitas vitaminas e ácidos orgânicos, tais como o ácido acético, o ácido propiônico e aminoácidos, contribuem para muito do valor nutricional do peixe.

## Preparação
peixes-voadores e espécies como a cavalinha-de-reis (Decapterus macarellus), são utilizadas para a preparação do kusaya. O peixe é lavado em água limpa por várias horas, antes de ser colocado numa salmoura denominada Kusaya eki (くさや液, literalmente "líquido de kusaya" ou "suco de kusaya") de oito a vinte horas. Essa mistura tem uma concentração salina de 8%, comparada às concentrações de 18% a 20% de outras salmouras com peixes. Após esse processo os peixes são postos para secar sob o sol por um ou dois dias. Esse líquido tem fama de ficar melhor quanto mais velho e reutilizado for, às vezes por muitos e muitos anos.